# Biara Barat
Biara Barat is een bestuurslaag in het regentschap Aceh Utara van de provincie Atjeh, Indonesië. Biara Barat telt 773 inwoners (volkstelling 2010).